# Odstřelovač (film, 1998)
Odstřelovač (v originále Sweepers) je americko-jihoafrický akční film z roku 1998, který režíroval Keoni Waxman. Ve filmu hrají Dolph Lundgren, Claire Stansfield a Bruce Payne.

## Zápletka
Christian Erickson (Dolph Lundgren) byl kdysi předním odborníkem na odminování. Při práci na odstraňování min však po výbuchu jedné z nich zemřel jeho syn a Erickson této práce zanechal. Je však povolán zpět, aby pomohl Michelle Flynn (Claire Stansfield) při humanitární operaci na likvidaci minových polí v Angole. Erickson následně zjistí, že v oblasti jsou kladeny nové miny, které mají zabíjet místní obyvatele.

## Obsazení
- Dolph Lundgren jako Christian Erickson
- Claire Stansfield jako Michelle Flynn
- Bruce Payne jako Dr. Cecil Hopper
- Sheldon Allen jako dublér/kaskadér
- Ian Roberts jako Yager
- Fats Bookholane jako Old Mo
- Sifiso Maphanga jako Arthur
- Ross Preller jako Jack Trask
- Nick Boraine jako Mitch
- Cecil Carter jako Ray Gunn
- David Dukas jako pyrotechnik #4
- Zukile Ggobose jako Zukili
- Philip Notununu jako žoldák #1
- Gabriel Mndaweni jako žoldák #2
- Frank Pereira jako žoldák #3
- Dave Ridley jako žoldák #4
- Frikkie Botes jako vědec v laboratoři
- Jurgen Helberg jako vědec v laboratoři